# Claude de Médicis
Pour les articles homonymes, voir Famille de Médicis.
Claude (ou Claudia) de Médicis (née le 4 juin 1604 à Florence et morte le 25 décembre 1648 à Innsbruck) est l'épouse du duc d'Urbino Frédéric della Rovere puis de l'archiduc d'Autriche antérieure Léopold V d'Autriche-Tyrol. De 1632 à 1646 elle est régente du Tyrol et de l'Autriche antérieure.

## Biographie
Claude de Médicis est la fille de Ferdinand Ier de Médicis, grand-duc de Toscane et de son épouse Christine de Lorraine. Dernier enfant du couple, elle porte le prénom de sa grand-mère Claude de France, duchesse de Lorraine et de Bar. Sa haute naissance assigne à Claude un rôle politique dès ses plus jeunes années.

### Premier mariage

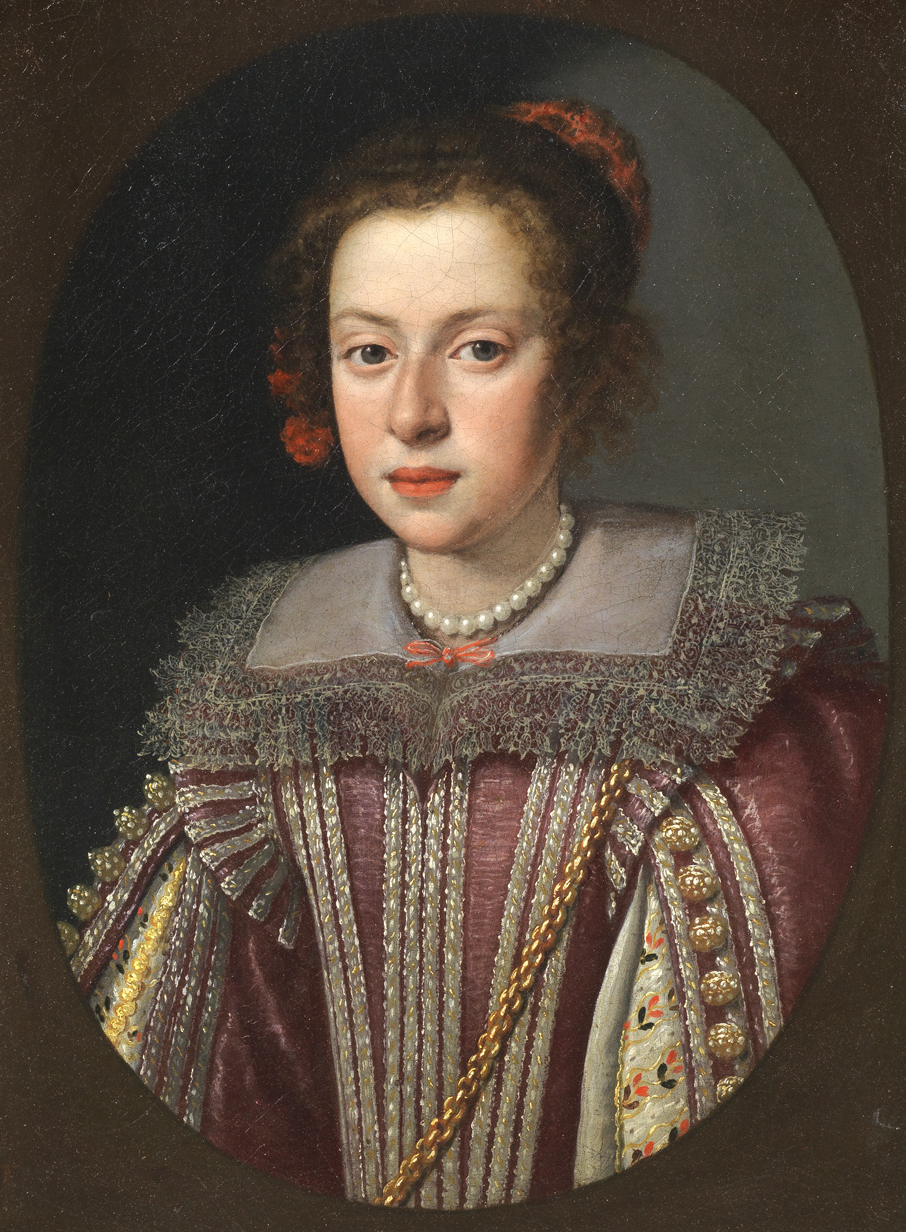
Claude de Médicis à l'époque de son premier mariage, portrait de Justus Sustermans.

Dans le duché d'Urbino, voisin de la Toscane, le duc François Marie II della Rovere est âgé de 56 ans quand sa seconde épouse Livia della Rovere donne naissance à un héritier en 1605. Il entreprend bientôt de lui trouver une fiancée pour assurer une suite à sa lignée. Il s'agit d'éviter que son patrimoine ne revienne aux États de l'Église. Dès 1607 des négociations sont entreprises pour marier Frédéric della Rovere avec Claude de Médicis. Un contrat sera établi en 1609 avec Cosme II qui a succédé entretemps au grand-duc Ferdinand Ier. Le mariage est conclu par procuration en 1612, alors que les futurs époux sont âgés de sept ans et les noces sont célébrées le 29 avril 1621, endeuillées cependant par le décès de Cosme II en février.
Le 7 février 1622, Claude de Médicis donne naissance à une fille, Vittoria della Rovere. François Marie II, qui avait abdiqué prématurément en faveur de son fils en novembre 1621, voit ses espoirs anéantis quand Frédéric décède subitement le 28 juin 1623 d'une crise d'apoplexie avec suspicion d'empoisonnement,. Claude, qui n'a pas eu le temps de donner un héritier mâle aux della Rovere doit retourner à Florence, sa fille restant à Pesaro pour un temps.

### Second mariage

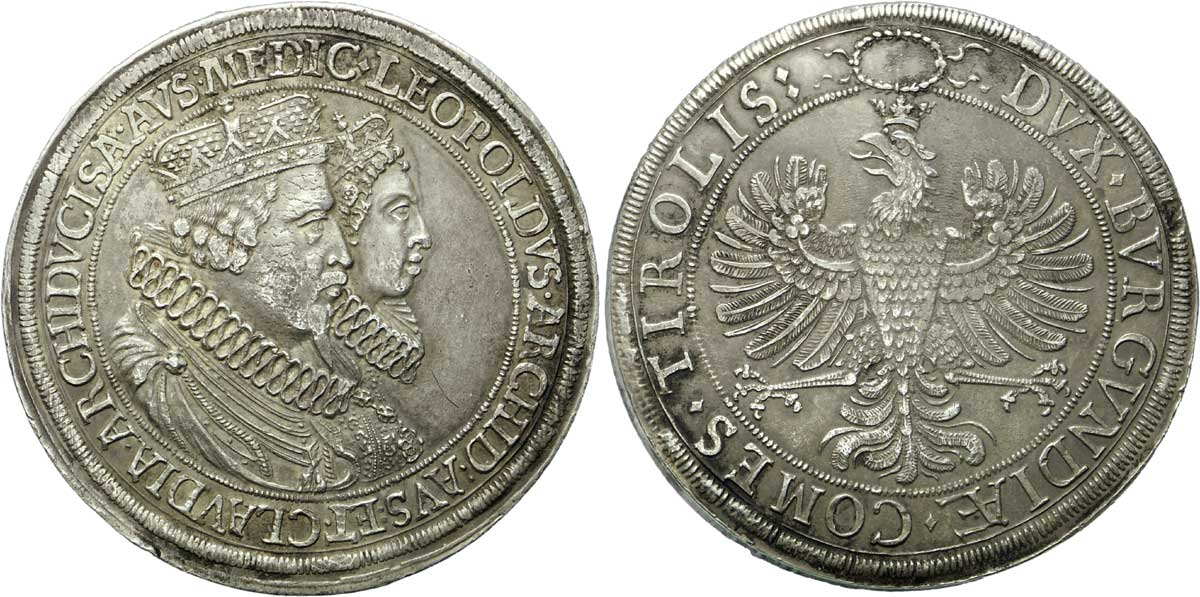
Double thaler à l'effigie de Léopold V et de Claude de Médicis.

À peine âgée de 19 ans, Claude n'a pas vocation à finir son existence dans le couvent où elle s'est retirée. Le projet d'un deuxième mariage est mis sur pied par l'entremise de sa belle-sœur Marie-Madeleine d'Autriche, la veuve de Cosme II. Marie-Madeleine est la sœur de l'empereur Ferdinand II du Saint-Empire et de l'archiduc d'Autriche Léopold V, comte du Tyrol et de l'Autriche antérieure depuis 1619. Ce dernier négocie avec l'empereur la pérennisation de son état en bien héréditaire (Erbeigentum), affichant clairement ses intentions de fonder une nouvelle branche de la dynastie des Habsbourg.
L'archiduc, qui est aussi évêque laïc de Strasbourg et de Passau se rend à Rome en 1625 pour être démis de ses fonctions épiscopales par le pape, c'est une condition préalable à son mariage. L'union de Claude et Léopold est célébrée en deux temps : un premier office religieux a lieu à Florence le 25 mars 1626 et les noces sont fêtées à Innsbruck à partir du 19 avril 1626. Les festivités sont grandioses et durent 10 jours.
Dans les six années qui suivent, Claude donne naissance à cinq enfants : trois filles et deux garçons (voir Descendance). L'aînée meurt en bas âge. L'entente au sein du couple est bonne bien que Léopold soit très occupé par la conduite des affaires en pleine Guerre de Trente Ans. Il s'intéresse à la culture florentine et entreprend des travaux à Innsbruck. En 1632, Léopold rentre fatigué d'une partie de chasse. Il tombe malade et meurt quelques jours plus tard à Schwaz, emporté par la fièvre le 13 septembre 1632.

### Régence

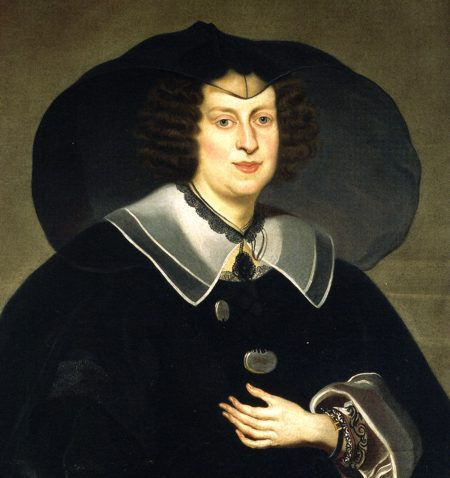
Claude de Médicis au cours de son deuxième veuvage par Frans Luycx.

Par voie testamentaire, l'archiduc a désigné Claude de Médicis régente du Tyrol et co-régente de l'Autriche antérieure avec son frère l'empereur Ferdinand II, puis Ferdinand III après le décès de celui-ci (1637) jusqu'à la majorité de son fils aîné. Elle dirige les affaires du Tyrol avec un collège de cinq conseillers parmi lesquels Guillaume Biener qui deviendra chancelier et pour lequel elle éprouvera des sentiments platoniques.
Durant sa régence, Claude suit la ligne politique définie par son mari défunt : elle lutte contre le protestantisme et vise à renforcer l'hégémonie de la Maison de Habsbourg en Europe. Pour la défense de son état, elle fait alliance avec l'empereur et avec les Habsbourg d'Espagne. Elle conduit une politique d'expansion en Autriche antérieure dans le but de renforcer ses possessions en Alsace, menacées depuis l'entrée en guerre de la Suède puis de la France.
En 1646, Claude de Médicis transmet la souveraineté de ses états à son fils Ferdinand-Charles devenu majeur. Dans ses dernières années, elle est atteinte d'hydropisie. Elle décède à Innsbruck le 25 décembre 1648, avec la grande amertume d'avoir vu l'Autriche perdre l'Alsace au profit de la France lors des traités de Westphalie qui mettent fin à la Guerre de trente Ans.

## Œuvre

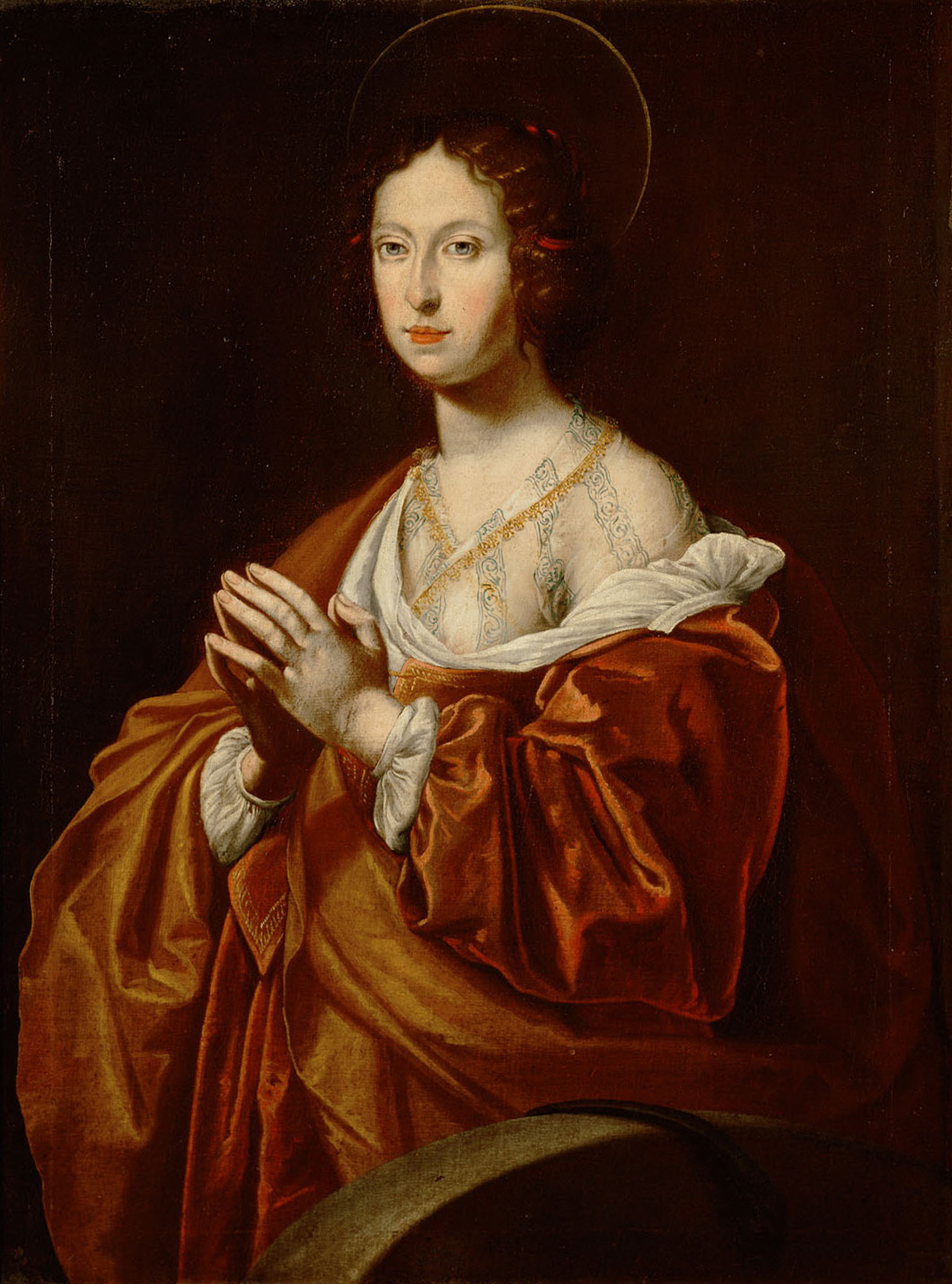
Claude de Médicis représentée en Sainte Christine de Tyr par Lorenzo Lippi.

Amatrice de musique et d'art pictural, Claude emmène à Innsbruck une suite importante, notamment son portraitiste Lorenzo Lippi. Durant le règne de Léopold, des fêtes somptueuses sont données à Innsbruck à maintes occasions (baptême du prince héritier, visites d'état).
À partir de 1629, Leopold fait construire le Comediehaus, premier théâtre adapté à la présentation d'opéras dans le monde germanique. Claude poursuit ces travaux d'embellissement d'Innsbruck conduits par l'architecte Christoph Gumpp : construction d'édifices religieux (église des Jésuites, Mariahilfkirche) de style baroque précoce.
Aux frontières du Tyrol, elle fait bâtir des fortifications pour assurer une meilleure défense de son état : (Fort Claudia à Ehrenberg, Porta Claudia à Scharnitz).
Durant la régence, la conduite des affaires est compliquée par l'antagonisme de des conseillers Guillaume Biener et Isaak Volmar. Claude de Médicis  défend avec opiniâtreté ses intérêts et ceux de ses enfants en Autriche antérieure. Elle encourage et facilite le commerce transalpin par l'instauration d'une foire du commerce et de l'artisanat à Bolzano où elle installe un tribunal de commerce bilatéral.

## Descendance
De son premier mariage avec le duc d'Urbin, Claude de Médicis n'a qu'un enfant :
- Vittoria della Rovere (1622-1694), qui épouse en 1637 son cousin Ferdinand II de Médicis, fils de Cosme II grand-duc de Toscane.

Avec Léopold V, comte de Tyrol, elle a cinq enfants. 
1. Marie-Éléonore (1627-1629), archiduchesse d'Autriche.
2. Ferdinand-Charles (1628-1662), archiduc d'Autriche et comte de Tyrol à partir de 1646. Le prince-héritier épouse sa cousine Anne de Médicis, fille de Cosme II en 1648.
3. Isabelle-Claire (1629-1685), archiduchesse d'Autriche : elle épouse Charles II, duc de Mantoue en 1649.
4. Sigismond-François (1630-1665), archiduc d'Autriche et duc de Tyrol, évêque de plusieurs diocèses, il succède à son frère en 1662 et meurt trois ans plus tard sans laisser d'héritier.
5. Marie-Léopoldine (1632-1649), archiduchesse d'Autriche : elle épouse son cousin Ferdinand III du Saint-Empire, fils de Ferdinand II en 1648. L'impératrice meurt en couches l'année suivante.

Après la mort de Sigismond-François, la dernière représentante de la lignée des Habsbourg-Tyrol que voulait initier Léopold V avec Claude est l'archiduchesse Claude-Félicité d'Autriche, fille de Ferdinand-Charles. Pour éviter toute querelle de succession, l'empereur Léopold Ier, fils de Ferdinand III, l'épouse en 1673.